# Helga Steinvör Baldvinsdóttir
Helga Steinvör Baldvinsdóttir (* 3. Dezember 1858 auf dem Hof Litla-Ásgeirsá in Víðidalur, Island; † 23. Oktober 1941 in Poulsbo, Washington, Vereinigte Staaten), nach ihrer zweiten Hochzeit auch Helga S. Freeman genannt, war eine isländisch-nordamerikanische Dichterin und bekannt unter ihrem Künstlernamen Undína (auch Úndína geschrieben). Sie stammte aus Island, wanderte aber als Kind mit ihrer Familie nach Nordamerika aus.

## Leben
Helga Steinvör Baldvinsdóttir wurde kurz vor Mitternacht am 3. Dezember 1858 auf dem Hof Litla-Ásgeirsá im Víðidalur (Bezirk Vestur-Húnavatnssýsla im Nordwesten Islands) geboren. Ihre Eltern waren Soffía Jósafatsdóttir (* 1830, † 1902) und Baldvin Helgason (* 1825 in Skútustaðir am Mývatn, † 1905). Sie war 14 Jahre alt, als sie mit den Eltern und fünf Geschwistern, darunter ihre Schwestern Friðrika und Jósefína, nach Amerika aufbrach. Über die Abreise schrieb sie das Gedicht Á burtsigling frá Íslandi 1873 („Beim Fortsegeln aus Island 1873“). Helga verließ Island nur widerwillig, wie aus Gedichten hervorgeht, die sie vor ihrer Abreise schrieb, und war ihrer Heimat bis an ihr Lebensende verbunden. Sie gehört zusammen mit Sigurður Jón Jóhannesson, Stephan G. Stephansson und Kristinn Stefánsson zu den vier Dichtern nordisländischer Abstammung, die Island am 4. August 1873 von Akureyri aus mit dem Schiff „Queen“ verließen und die größten Dichter der westisländischen Literatur, also der Literatur isländischer Auswanderer in Nordamerika, werden sollten.
Zunächst siedelte die Familie in Rousseau bzw. Rosseau in Muskoka in Ontario (Kanada), später in Pembina in North Dakota (Vereinigte Staaten). Helga erhielt nie eine formale Schulbildung, lernte die englische Sprache aber schnell. Sie war zweimal verheiratet: Als junge Frau heiratete sie Jakob Jónatansson Líndal aus Miðhóp im Víðidalur, der eine gute Stellung in Pembina hatte. Doch aufgrund seiner Alkoholabhängigkeit war die Ehe schwierig und endete 1892 mit einer Scheidung. Zusammen mit Stephan und Sophia, den zwei überlebenden von ihren fünf Kindern, zog Helga zunächst zu ihrem Vater nach Selkirk in Manitoba, hielt sich danach bei ihrem Bruder Árgeirr in Campbell in British Columbia auf, verdiente Geld durch Stricken und kaufte eine Strickmaschine von dem Geld, das sie in den vergangenen Jahren durch das Nähen von Kleidung für ihre Nachbarn verdient hatte. Wenige Jahre später heiratete sie Skúli Árni Stefánsson Freeman, mit dem sie einen Sohn namens Walter hatte. Sie nahm ihren betagten Vater zu sich; ihre Mutter starb 1902. Seit 1903 lebten sie an der Pazifikküste. Nach nur wenigen Ehejahren starb Skúli 1904 in einem tödlichen Unglück und 1905 starb Helgas Vater. 1915 kam Stephan, Helgas Sohn aus ihrer ersten Ehe, bei einem Verkehrsunglück ums Leben. Ihre verbleibenden zwei Kinder zog Helga alleine auf.
Helga verdiente den Lebensunterhalt für sich und ihre Kinder mit Stricken, dem Nähen von Kleidung sowie Handarbeit und wurde für ihre kunstvollen Stickereien bekannt. Sie stellte zwischen 100 und 200 Kissen her; ihre Kissen wurden mehrfach bei Handarbeitsausstellungen gezeigt und preisgekrönt. Diese verkaufte sie nicht, sondern verschenkte sie an Freunde. Den Großteil ihres Lebens wohnte sie in ländlichen Gegenden. Helga war insgesamt an drei Landnahmen beteiligt und lebte zeitweise sehr abgelegen, mit bis zu 160 Kilometern Abstand zum nächsten Bahnhof. Die letzten elf Lebensjahre verbrachte sie bei ihrer Tochter Sophia und deren Ehemann H. F. Kyle in Poulsbo in Washington. Helga galt als schöne Frau. Sie war 1,58 m groß und schlank, mit feiner weißer Haut und roten Wangen bis ins hohe Alter, blauen Augen und vollem dunkelbraunem Haar, das in ihren letzten Lebensjahren schneeweiß geworden war. Gegen Ende ihres Lebens hatte sie an Gewicht zugenommen, aufgrund einer Krebserkrankung der inneren Organe, an der sie schlussendlich starb. Einen guten Monat vor ihrem Tod wurde sie bettlägerig und einige Stunden davor fiel sie ins Koma. Am 23. Oktober 1941 starb Helga Steinvör Baldvinsdóttir im Alter von fast 83 Jahren. Beerdigt wurde sie von Pastor Kristinn K. Ólafsson, der sie schon in ihrer Jugend kannte. Sigfús Benedictsson und Þorsteinn Þ. Þorsteinsson schrieben Erinnerungsgedichte über sie und ihr alter Freund Jóhann Magnús Bjarnason veröffentlichte anlässlich ihres Todes 1942 einen Artikel in Eimreiðina.

## Werk
Helga Steinvör Baldvinsdóttir befasste sich schon früh mit Dichtung und blieb bis zur Mitte ihres Lebens dabei, hörte dann aber größtenteils auf. Sie dichtete vor allem vor der und um die Jahrhundertwende und stets auf Isländisch; ihr vermutlich letztes Gedicht, Í Lincoln Park („Im Lincoln-Park“) stammt aus dem Jahr 1937. Ihre Gedichte sind einfach und lyrisch, feinsinnig und persönlich gefärbt, viele sind auch patriotisch. Die meisten sind von Gefühlen der Schwermut und Einsamkeit durchdrungen, sie schrieb gelegentlich jedoch auch in anderer Stimmung, beispielsweise Liebesgedichte. Die besten ihrer Gedichte sind melancholisch und romantisch, sie erhellen die Gefühle von Wurzellosigkeit bei den Siedlern auf schlichte Weise. Ihre tief verwurzelte Liebe zu Island sowie die psychologischen Kosten der Auswanderung wie Verluste, Unsicherheit und die Trennung von Familie, Freunden und Bekanntem kommen darin zum Vorschein.
Ihre Gedichte wurden unter dem Pseudonym Undína bzw. Úndína in Zeitungen und Zeitschriften isländischer Auswanderer in Nordamerika veröffentlicht, zunächst in Heimskringla, später in Öldin und der literarischen Frauenzeitschrift Freyja, die sich für die Einführung des Wahlrechts von Frauen in Kanada einsetzte. Die Gedichte weckten ein großes Interesse und waren beliebt. In einer Ausgabe von Öldin wird 1893 auf die mangelnden Beiträge von Frauen zur isländischen Literatur hingewiesen, wobei Úndína als leuchtende Ausnahme gilt; ihr werden eine große Begabung und Sinn für Ästhetik zugesprochen. Jóhann Magnús Bjarnason spricht in einem Brief an Stephan G. Stephansson vom 11. November 1897 in den höchsten Tönen über ihre Gedichte.
Sie übersetzte auch die Gedichte in dem um oder kurz nach 1880 erschienenen Roman The Strike of a Sex von George Noyes Miller für eine isländische Ausgabe unter dem Titel Verkfall kvenna, die von Magnús J. Skaftason übersetzt wurde.
Zur Herausgabe eines Gedichtbandes fehlten Helga die finanziellen Mittel, wie sie 1931 in einem Brief an ihren Freund, den Schriftsteller Jóhann Magnús Bjarnason, schrieb. Er tippte später die Gedichte für sie ab, doch sie fand keinen Verleger. Die Gesamtausgabe ihrer Gedichte erschien erst 1952, also mehr als zehn Jahre nach ihrem Tod, unter dem Titel Kvæði (Gedichte).
2009 veröffentlichte die isländische Sängerin Lay Low in dem Album Flatey eine Vertonung von Undínas Gedicht Sorgin („Der Kummer“).

## Publikationen (Auswahl)
- Haustið. In: Heimskringla. 7. September 1892, S. 1 (isländisch, digitalisiert auf Tímarit.is [abgerufen am 17. Januar 2021] , „Der Herbst“).
- Ljóðmæli. In: Öldin. 1. April 1893, S. 1–2 (isländisch, digitalisiert auf Tímarit.is [abgerufen am 17. Januar 2021] , „Gedichtsammlung“).
- Minning. In: Freyja. 1. Dezember 1907, S. 107 (isländisch, digitalisiert auf Tímarit.is [abgerufen am 17. Januar 2021] , „Erinnerung“).
- Kvæði. Ísafoldarprentsmiðja, Reykjavík 1952 (isländisch, „Gedichte“, Gesamtausgabe).